# Orgel der St.-Jacobi-Kirche (Lüdingworth)
Die Orgel der St.-Jacobi-Kirche in Lüdingworth, einem heutigen Stadtteil von Cuxhaven (Niedersachsen), wurde 1682–1683 von Arp Schnitger gebaut und geht im Grundbestand auf ein Orgelwerk von Antonius Wilde aus den Jahren 1598–1599 zurück. Mit 35 Registern auf drei Manualen und Pedal hat die Orgel den größten Registerbestand der Renaissance in Deutschland, was ihr eine herausragende Bedeutung verleiht.

## Baugeschichte

### Vorgängerorgel

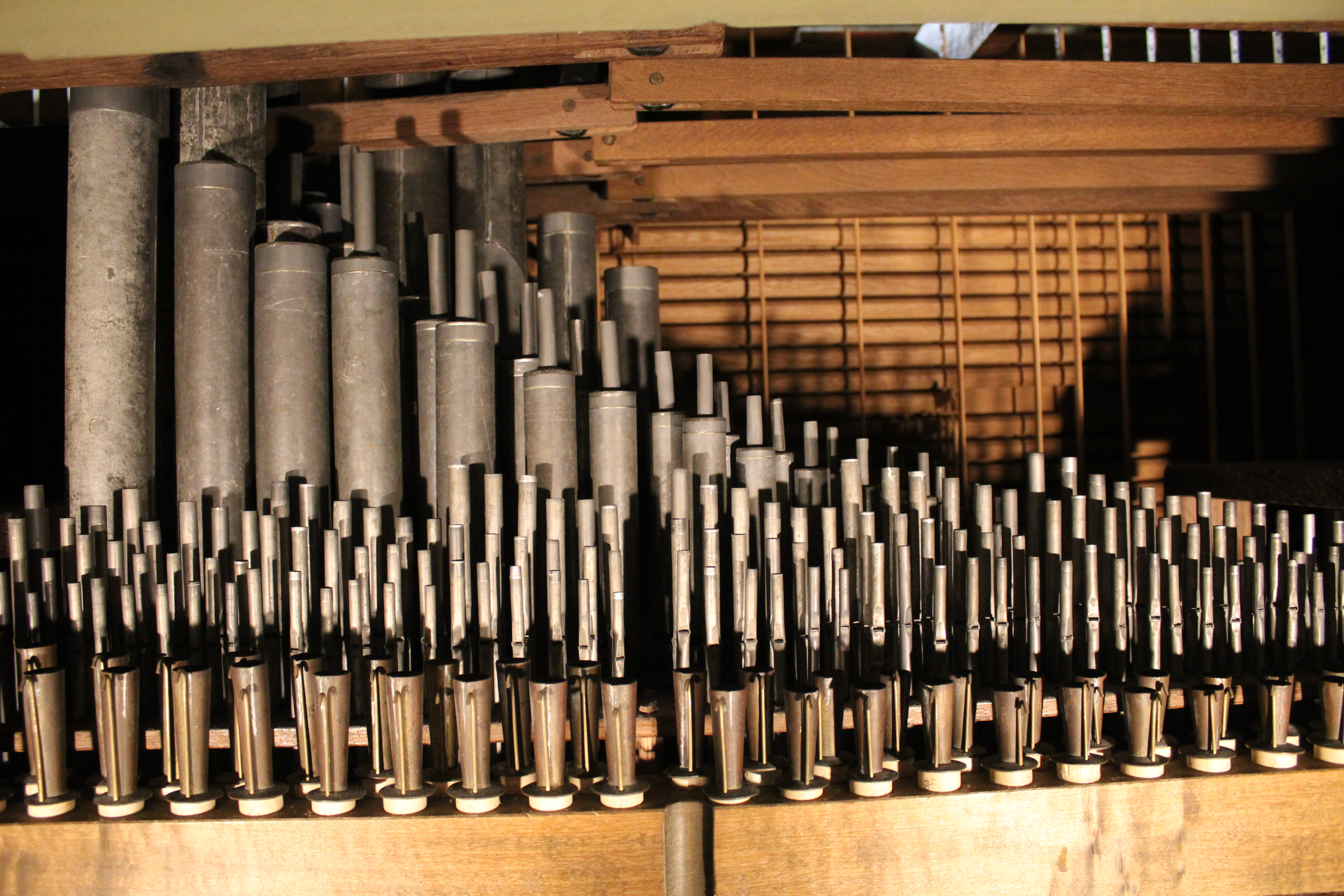
Blick in das Brustwerk; ganz vorne das Messingregal

Die St.-Jacobi-Kirche („Bauerndom“) weist eine reiche Ausstattung auf, an der die Orgel keinen geringen Anteil hat. Erste Hinweise auf eine Orgel finden sich in den Rechnungen von 1562/1563, die mehrere Zahlungen an „Meester Mattis Mahn aus Boxtehude“ ausweisen. Ende des 16. Jahrhunderts errichtete Antonius Wilde die Orgel auf der Westempore (entgegen anderslautenden Deutungen). Um die nötige Höhe zu erreichen, wurde in der flachen Balkendecke eine Aussparung angebracht. Das Instrument umfasste etwa 20 Register, die auf die beiden Manualwerke Hauptwerk und Brustpositiv sowie das Pedalwerk verteilt waren. Wilde konzipierte das Brustpositiv zunächst als Regalwerk mit einem Aliquotregister als Solostimme, erweiterte es aber auf fünf Register. Das Messingregal ist eines der ältesten erhaltenen Zungenstimmen. Die Pfeifen des Pedalwerks wurden in einem einzelnen Bassturm untergebracht. Das Hauptgehäuse hatte, wie in der Renaissance üblich, seitliche Flügeltüren, die bemalt waren. An den Flügeltüren führten 1657 Tobias Brunner (Lunden) und 1678 Michael Beriegel (Lübeck) Reparaturen durch. Die Manualklaviaturen umfassten die Töne DEFGA–f2g2a2, was in der zweiten Hälfte des 16. Jahrhunderts in Norddeutschland nicht untypisch war.

### Neubau durch Arp Schnitger 1682–1683

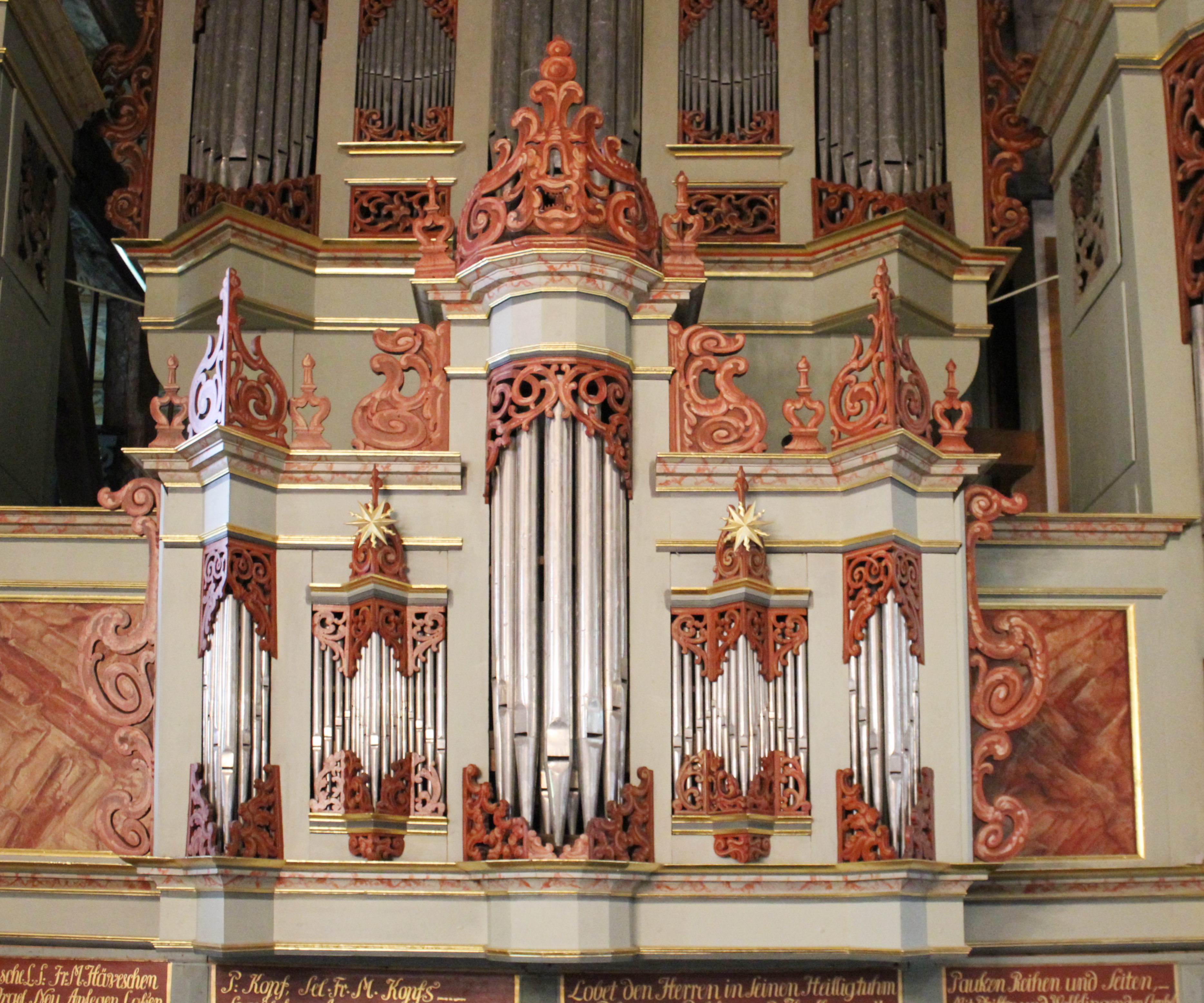
Schnitgers Rückpositiv

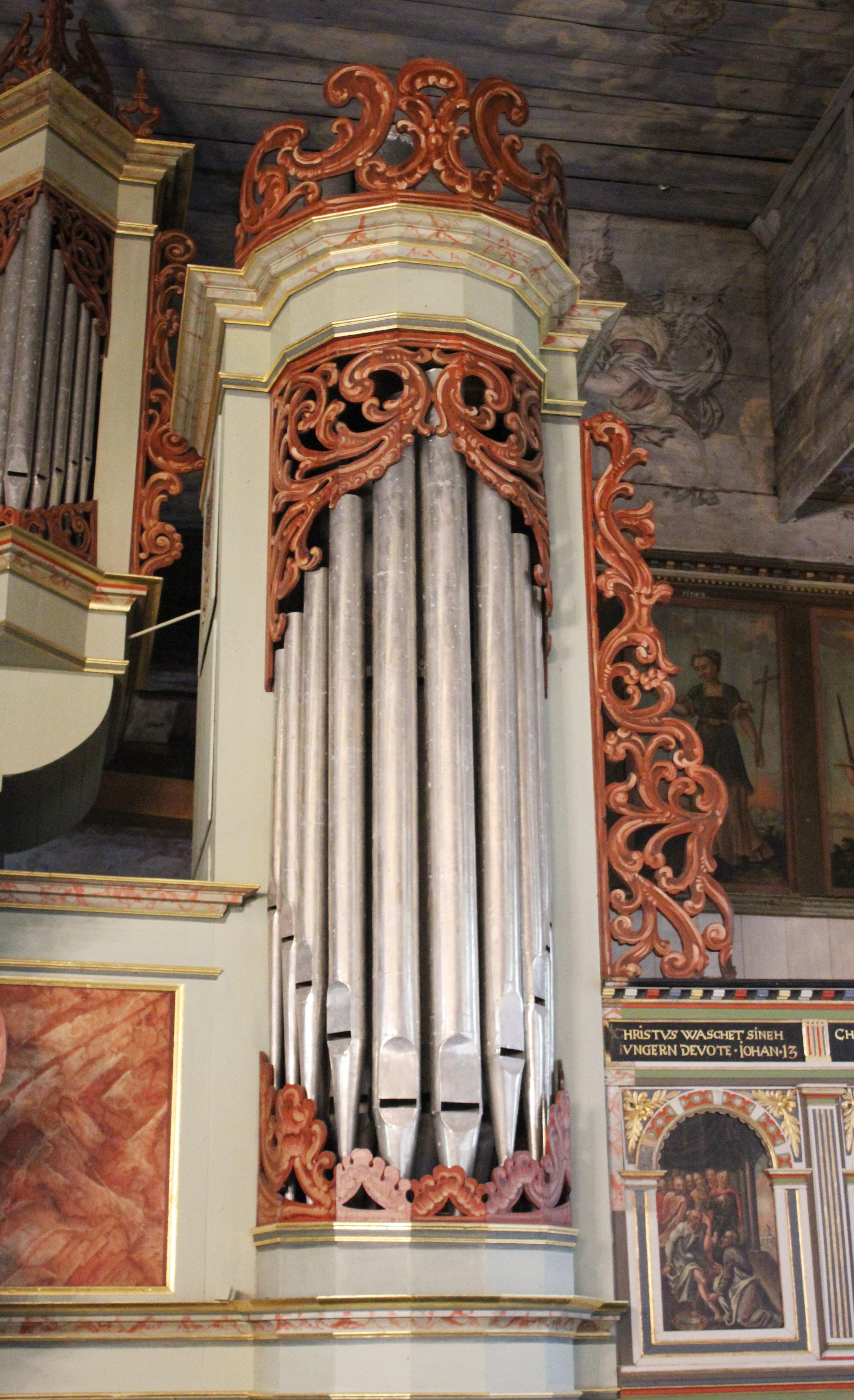
Rechter Pedalturm

Als Schnitger am 25. Juli 1682 mit einem Neubau beauftragt wurde, schuf er ein dreimanualiges Werk mit einem völlig neuen Gehäuse und integrierte aus der Wilde-Orgel den Großteil der Manual-Register und die Windlade des Brustpositivs. Dass Schnitger auch Wildes Prinzipal ins Hauptwerk („Oberwerk“) übernahm, ist ungewöhnlich. Er verlängerte die Pfeifenfüße, um eine Staffel der Labien zu erreichen. Wildes Prospektpfeifen zeichnen sich durch kurze spitzbogige Oberlabien aus und waren ursprünglich vergoldet und zum Teil dekoriert. Da Schnitger kurz nach Beginn der Arbeiten nach Hamburg gerufen wurde, wo er den Auftrag zum Neubau einer viermanualigen Orgel in St. Nicolai erhielt, stellte sein Geselle Andreas Weber aus Erfurt den Neubau bis Ostern 1683 fertig. Die trockene Raumakustik kompensierte Schnitger durch geschlossene Gehäuse mit großer Resonanz. Die dreimanualige Anlage mit drei Plena auf 16-Fuß-Basis im Hauptwerk, Rückpositiv und Pedal ermöglicht die Darstellung der Orgelmusik der großen Hansestädte. Wie im benachbarten Otterndorf und Altenbruch führten die engen verwandtschaftlichen Beziehungen der Pastoren und Kirchenmusiker zu einer vergleichsweise hochentwickelten Musikkultur in den Dörfern.
Schnitger setzte die beiden freistehenden polygonalen Pedaltürme und das Rückpositiv etwa auf gleicher Höhe in die Brüstung. Die Pedaltürme basieren wegen der geringen Raumhöhe auf einem Prinzipal 8′. Die beiden Manualgehäuse sind fünfachsig mit jeweils einem überhöhten polygonalen Mittelturm. Flachfelder, die hier im Gegensatz zu den meisten Schnitger-Orgeln nur eingeschossig gestaltet sind (wie auch in Oederquart, 1682), leiten im Hauptgehäuse zu den Spitztürmen über. Im Rückpositiv treten aus den beiden Zwischenfeldern die mittleren Pfeifen spitzförmig hervor, was bei Schnitger ohne Parallele ist. Wie bei der Orgel in Cappel aus dem Jahr 1680 haben alle Zwischenfelder stumme Pfeifen. Im Hauptgehäuse sind unterhalb der Flachfelder kleine querrechteckige Felder mit Rankenwerk angebracht, sodass die Pfeifenfelder in derselben Höhe wie die Spitztürme abschließen. Hingegen sind die Zwischenfelder des Rückpositivs mittig auf derselben Querachse wie die Außentürme platziert. Alle Gehäuse haben seitliche Blindflügel aus durchbrochenem Rankenwerk, das sich in ähnlicher Form in den Gehäuseaufbauten und in den oberen und unteren Abschlüssen aller Pfeifenfelder wiederfindet. Während die Blindflügel teils geschnitzt ausgeführt wurden, sind die Schleierbretter und Gehäusebekrönungen ausgesägt und erhalten durch ihre Bemalung eine plastische Wirkung. Die oberen und unteren Kranzgesimse haben vergoldete Profilleisten und recht hohe Friese. Die Klappe des Brustwerks trägt einen Doppeladler, die oberen Füllungen der Pedaltürme haben zum Spieltisch hin ausgesägte Ornamente. Der Spieltisch ist der einzige dreimanualige, der von Schnitger in einer spielbaren Orgel erhalten ist. Die Beläge der Untertasten sind aus Buchsbaum, die der Obertasten aus Ebenholz gefertigt.

### Spätere Arbeiten

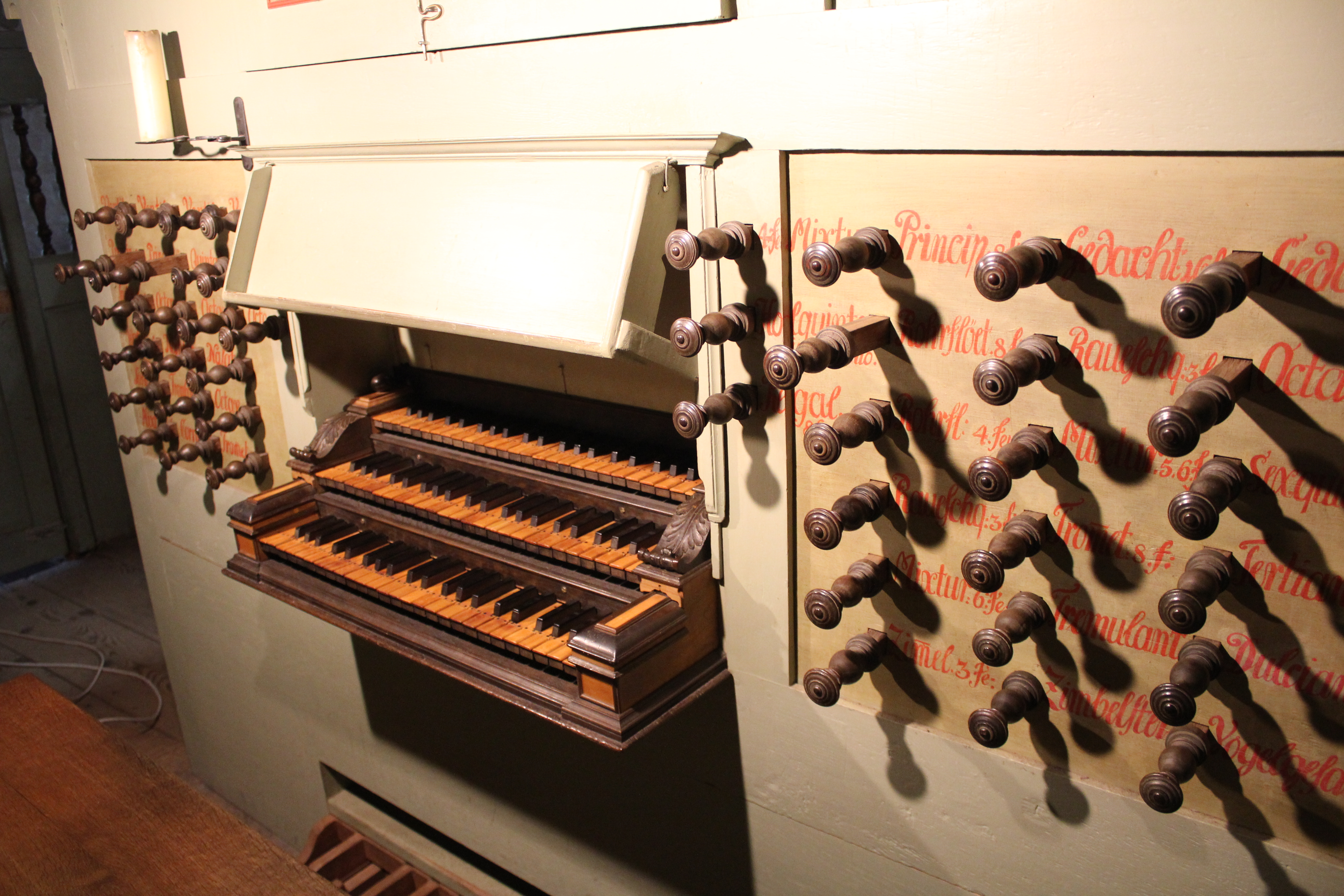
Dreimanualiger Spieltisch mit Registerbeschriften von 1775

Im Jahr 1746 tauschte Jacob Albrecht aus Lamstedt im Rückpositiv Schnitgers Dulcian 16′ durch eine Vox humana 8′ unter Beibehaltung der Kehlen und Köpfe. Georg Wilhelm Wilhelmy ergänzte 1796–1798 im Pedal das tiefe Dis und ersetzte den Zimbelstern durch „harmonische Glocken“, bei denen auf jedem Ton ein Akkord erklang.
Die Prospektpfeifen des Rückpositivs mussten 1917 zu Rüstungszwecken abgeliefert werden. Die Lüdingworther Orgel zog die Aufmerksamkeit der Orgelbewegung auf sich. In diesem Sinne wurde das Instrument 1930–1931 von der Firma P. Furtwängler & Hammer instand gesetzt.

### Restaurierungen

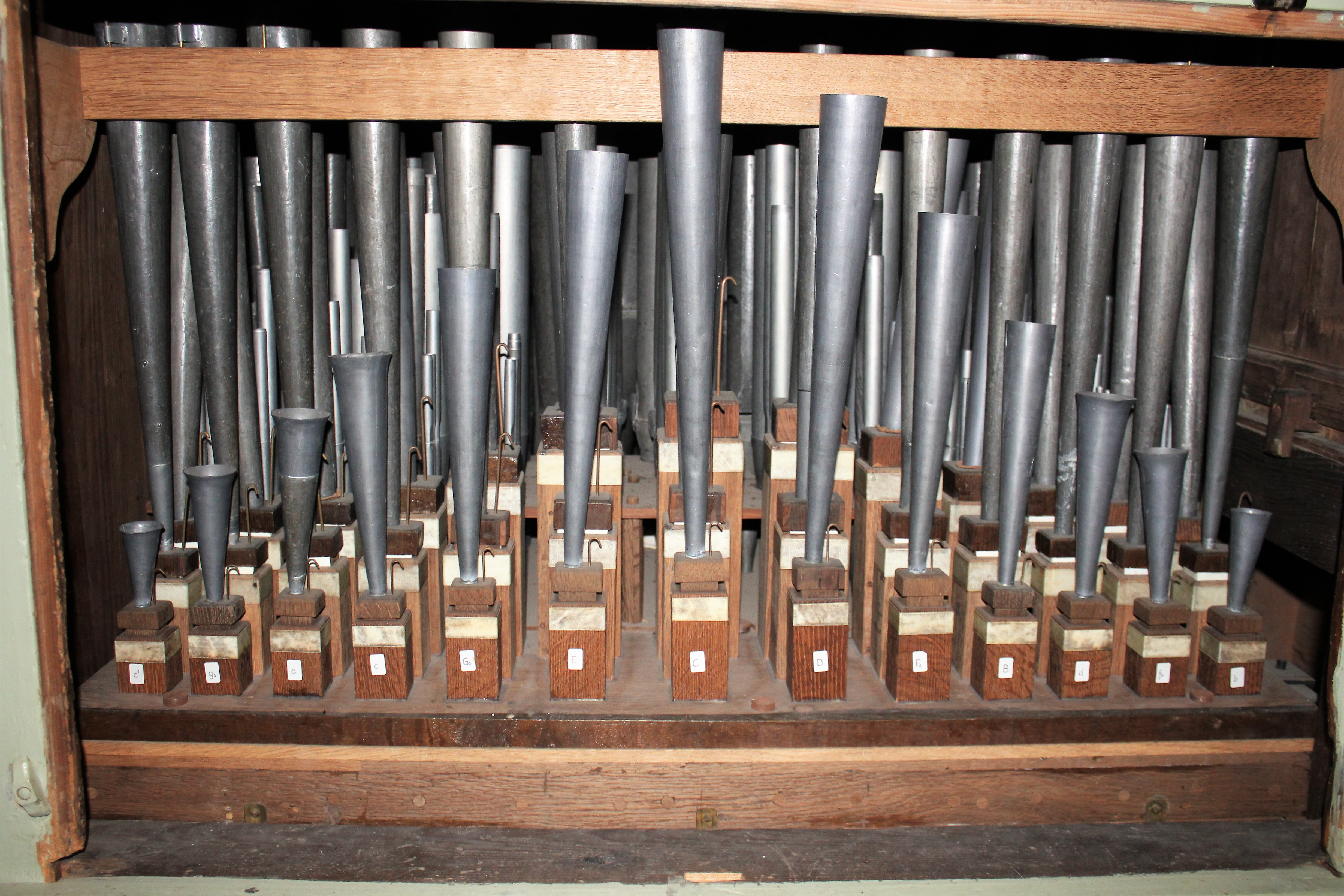
Zungenregister im Pedalwerk, vorne das rekonstruierte Cornet 2′

Die Restaurierungsarbeiten in den Jahren 1960–1961 durch Emil Hammer Orgelbau werden aus heutiger Sicht als nicht gelungen bewertet, da aufgrund eines zu niedrigen Winddrucks in das Pfeifenmaterial eingegriffen wurde. Zudem wurde die Traktur erneuert und erhielten die Laden Ausgleichsbälgchen. In den Jahren 1981–1982 wurde die Orgel vollständig durch Jürgen Ahrend restauriert, die Schäden aus den 1960er Jahren rückgängig gemacht und der Zustand von 1682 mit dem Registerbestand von Antonius Wilde im Haupt- und Brustwerk und im Rückpositiv und Pedalwerk von Arp Schnitger wiederhergestellt. Im Jahre 1999 erhielt die Orgel durch Ahrend ihre ursprüngliche mitteltönige Stimmung zurück. Die farbliche Fassung und die Registerbeschriften gehen auf das Jahr 1775 zurück und wurden im Zuge der Restaurierung aufgefrischt.

## Disposition seit 1982 (= 1683)
Die heutige Disposition entspricht nach der Restaurierung von 1982 wieder dem Zustand von Schnitgers Neubau:
| I Rückpositiv CDEFGA–c3 |                  |       |     |
| 01.                     | Principal        | 04′   | A/S |
| 02.                     | Gedact           | 08′   | W   |
| 03.                     | Spitzfloit       | 04′   | S   |
| 04.                     | Octava           | 02′   | S   |
| 05.                     | Waldflöt         | 02′   | S   |
| 06.                     | Siflit           | 1 ⁄2′ | S   |
| 07.                     | Sexquialtera II0 |       | S   |
| 08.                     | Terzian II       |       | S   |
| 09.                     | Scharff IV–VI    |       | S   |
| 10.                     | Dulcian          | 16′0  | S/A |

| II Oberwerk CDEFGA–c3 |                  |      |     |
| 11.                   | Principal        | 08′  | W   |
| 12.                   | Quintadene       | 16′0 | W/S |
| 13.                   | Rohrfloit        | 08′  | W   |
| 14.                   | Octave           | 04′  | W   |
| 15.                   | Hohlfloit        | 04′  | W   |
| 16.                   | Nahsat           | 03′  | W   |
| 17.                   | Octave           | 02′  | W   |
| 18.                   | Rauschpfeife II0 |      | W/S |
| 10.                   | Mixtur V         |      | W/S |
| 19.                   | Zimbel III       |      | A   |
| 20.                   | Trommette        | 08′  | W   |

| III Brustwerk CDEFGA–c3 |               |     |     |
| 21.                     | Gedacktes     | 4′0 | W   |
| 22.                     | Quintfloit D0 | 3′  | W   |
| 23.                     | Octave        | 2′  | W/S |
| 24.                     | Scharff III   |     | S   |
| 25.                     | Regal         | 8′  | W   |

| Pedal CDE–d1 |                  |      |   |
| 26.          | Principal        | 08′  | S |
| 27.          | Untersatz        | 16′0 | W |
| 28.          | Octava           | 04′  | W |
| 29.          | Nachthorn        | 02′  | A |
| 30.          | Rauschpfeife II0 |      | W |
| 31.          | Mixtur V         |      | A |
| 32.          | Posaune          | 16′  | S |
| 34.          | Trommett         | 08′  | W |
| 35.          | Cornet           | 02′  | A |

- Koppel: III/II (S)
- Nebenregister: Tremulant, Zimbelstern, Vogelgesang

Anmerkungen
W = Antonius Wilde (1598–1599)
S = Arp Schnitger (1682–1683)
A = Jürgen Ahrend (1981–1982)

## Technische Daten
- 35 Register, 56 Pfeifenreihen
- Windversorgung:
  - 70 mmWS Winddruck
  - 4 Keilbälge (Ahrend)
- Windladen: Brustpositiv (Wilde/Schnitger), Rückpositiv, Oberwerk und Pedal (Schnitger)
- Traktur:
  - Klaviaturen: Manuale (Schnitger), Pedal (Ahrend)
  - Tontraktur: Mechanisch
  - Registertraktur: Mechanisch
- Stimmung:
  - Mitteltönige Stimmung (1⁄4-Komma)
  - Höhe: ca. 1⁄2 Ton über a1= 440 Hz